# Premios TVyNovelas
Premios TVyNovelas је једногодишњи програм у продукцији Телевисе и свог часописа TVyNovelas. Ова емисија је најважнија за свет теленовела. Први пут је емитована 1983.
Сваке године у марту месецу „TVyNovelas“ организује гала вече и додељује награде за најбољу теленовелу, глумца, глумицу, насловну нумеру, уз пренос на Canal de las Estrellas (Канал Звезда).
Од 2006, емисија се емитује уживо из „Mundo Imperial“, који се налази у Акапулку.
Водитељи су познати глумци, глумице, певачи (најчешће Телевисини).
Свака телевизијска мрежа има своје награде, осим ТВ Астеке, која од 1998. не жели присуствовати овом фестивалу.

## Награде
Добитници награда су одређени, гласом жирија. Који је претходно изабран од стране челника часописа TVyNovelas и Телевисе.
Награде су:
- Најбоља теленовела године
- Најбоља главна глумица
- Најбољи главни глумац
- Најбоља негативка
- Најбољи негативац
- Најбоља женска споредна улога и ко-звезда
- Најбоља мушка споредна улога и ко-звезда
- Најбоља млада глумица
- Најбољи млади глумац
- Најбоље женско глумачко откриће
- Најбоље мушко глумачко откриће
- Најбоља водећа глумица
- Најбољи водећи глумац
- Најбоље дечје перформансе
- Најбоља насловна нумера
- Најбоља прича или адаптација
- Најбољи сценарио
- Најбољи камермани
- Најбољи комедијски програм
- Најбољи комедијски глумац

## Теленовеле са највише номинација
| Теленовела:            | Број номинација: |
| ---------------------- | ---------------- |
| Vivir un poco          | 15               |
| La fea más bella       | 14               |
| Abrázame muy fuerte    | 13               |
| Amarte es mi pecado    | 13               |
| Niña amada mía         | 13               |
| Cadenas de amargura    | 13               |
| La madrastra           | 13               |
| Triunfo del amor       | 12               |
| Rebelde                | 12               |
| Heridas de amor        | 12               |
| El manantial           | 12               |
| Las vías del amor      | 12               |
| Destilando amor        | 12               |
| Alma de hierro         | 12               |
| El privilegio de amar  | 12               |
| Pasión                 | 12               |
| Una familia con suerte | 11               |
| Soy tu dueña           | 11               |
| Cañaveral de pasiones  | 11               |
| Lazos de amor          | 11               |
| María la del barrio    | 11               |
| Fuego en la sangre     | 11               |
| Alborada               | 11               |
| Corazón salvaje        | 10               |
| Mi pecado              | 9                |
| La fuerza del destino  | 8                |

## Теленовеле са највише награда
| Теленовела:           | Број награда: |
| --------------------- | ------------- |
| El privilegio de amar | 10            |
| Destilando amor       | 10            |
| Cuna de lobos         | 9             |
| Corazón salvaje       | 9             |
| Cañaveral de pasiones | 9             |
| Abrázame muy fuerte   | 9             |
| Lazos de amor         | 8             |
| Alma de hierro        | 8             |
| Cadenas de amargura   | 8             |
| Imperio de cristal    | 8             |
| Para volver a amar    | 7             |
| La fea más bella      | 7             |
| La fuerza del destino | 5             |